# 韋智達

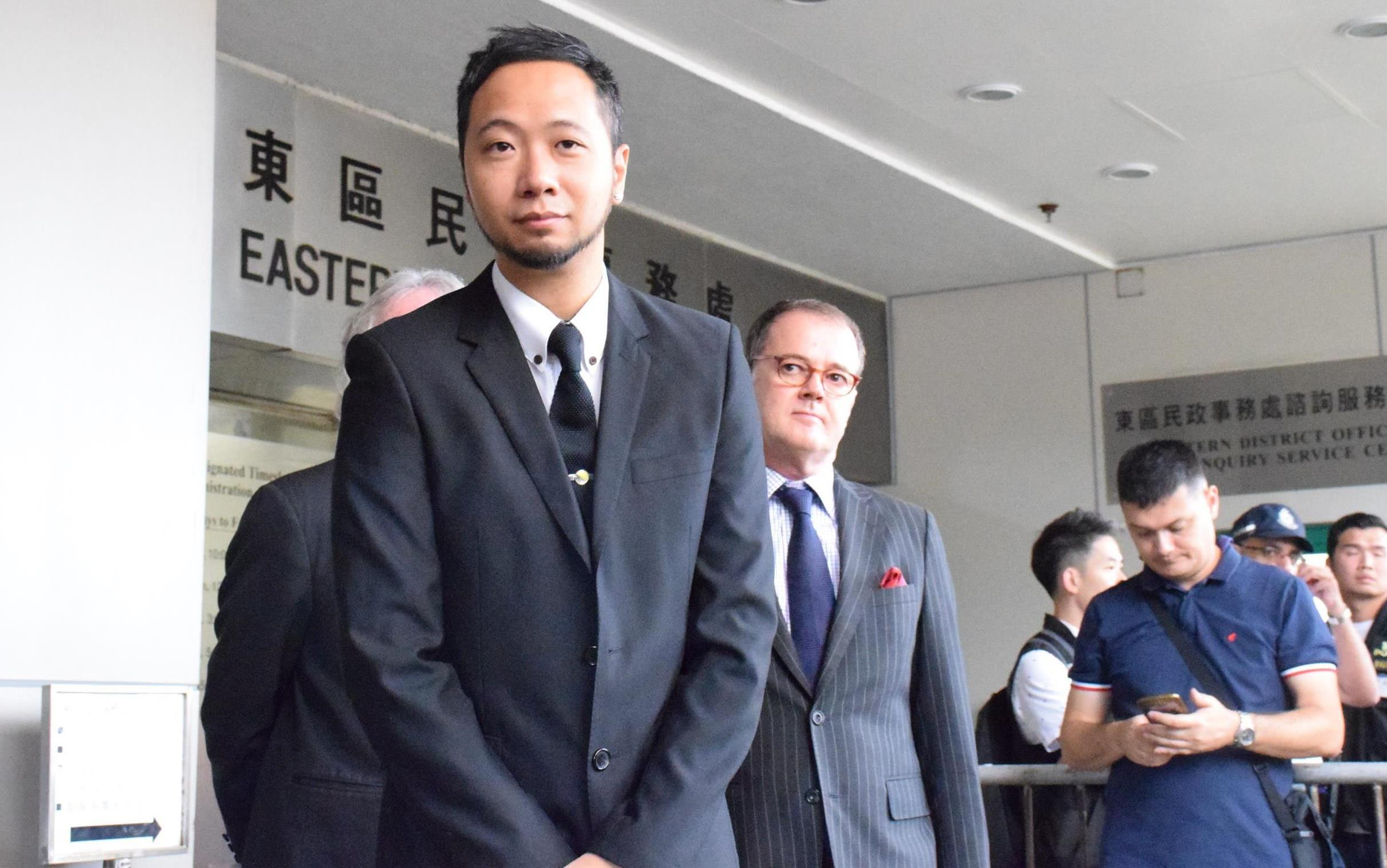
2015年10月，韋智達（左二）代表被控襲警的曾健超（左一）

韋智達，OBE（英語：Michael Vidler）英國人，英國和香港的執業律師，早年畢業於利兹大學法學院。他是著名的人權律師，專注刑事訴訟，曾代表黃之鋒、曾健超、朱凱廸等社運案件。。
韋智達也參與香港LGBT權利運動。2005年梁TC威廉·羅伊訴律政司司長案爭取同性肛交的年齡限制正式改在16歲。2013年香港變性人婚權案代表變性人「W小姐」取得婚姻權。
韋智達長居香港，並娶了一位來自香港的太太。
2011年香港選舉委員會界別分組選舉及2016年香港選舉委員會界別分組選舉當選法律界選委。